# Водомерки
Водоме́рки (лат. Gerridae) — семейство полужесткокрылых насекомых из подотряда клопов (Heteroptera). Насчитывают около 1700 видов, из которых примерно 10 % являются морскими видами. Наиболее распространены виды рода Gerris. Живут на поверхности воды. В России обычна водомерка прудовая (Gerris lacustris).

## Описание
Водомерки относятся к группе наземных клопов, которые приспособились к жизни на поверхностной плёнке воды. Они передвигаются по ней с не меньшей лёгкостью, чем сухопутные насекомые по суше. Таким образом, водомерки принадлежат к экологической группе водных беспозвоночных, связанной с поверхностной плёнкой воды, и носят название нейстон. Водомерки характеризуются плотным, почти не гнущимся телом, наличием хоботка вместо парных челюстей и скрещенными на спине крыльями. Окраска тела преимущественно тёмно-коричневого или бурого цвета, иногда почти чёрная. Длина тела от 1 до 30 мм. В большинстве случаев водомерки представляют собой стройных, имеющих вытянутое тело клопов с длинными, широко расставленными средними и задними ногами. Голова с довольно длинными усиками, состоящими из четырёх члеников. Усики выполняют функцию осязания и обоняния. Головная капсула по своей ширине равна переднегруди. Ротовые органы представлены сильно изогнутым вниз хоботком, состоящим из четырёх члеников. В спокойном состоянии хоботок обычно подогнут под грудь. Глаза очень крупные, шарообразные, несколько выступают над боковой линией тела.
Первая пара ног находится сразу позади головы у переднего края переднегруди. Она значительно короче остальных и по сути превращена в своеобразный орган для хватания добычи. Двучлениковая лапка заканчивается двумя крепкими коготками. Вторая пара ног является самой длинной и находится у заднего края длинной среднегруди, из-за чего значительно отстоит от первой. Третья пара ног располагается сзади от второй и находится у короткой заднегруди. Таким образом, передние ноги короткие, средние и задние — тонкие и длинные. У них вытянутыми являются бедра и голени и первый членик лапки. Коготки на средней и задней паре ног тоньше, чем на первой и располагаются не на кончике лапки, а на некотором удалении от неё. Лапки густо покрыты несмачиваемыми волосками. В местах сочленения к телу ноги утолщены за счёт сильных мышц. Благодаря широкой расстановке ног вес тела водомерки распределяется на значительной поверхности.
У некоторых видов взрослые особи имеют хорошо развитые крылья, которые покрывают сверху все брюшко. У других водомерок крылья укороченные либо вовсе отсутствуют. Впрочем, летают водомерки редко.
Тело и кончики ног покрыты жёсткими несмачиваемыми водой волосками, создавая гидрофобную поверхность (см. закон Кассье), благодаря чему водомерки приспособлены к скольжению по воде. Движется водомерка, широко расставив две пары длинных и тонких ног, — среднюю и заднюю. При движении ноги каждой пары заносятся вперёд одновременно, в отличие от водомерок рода Hydrometra, которые передвигают ноги каждой стороны попеременно. Более короткие передние ноги направлены вперед и используются для удержания добычи. Отталкиваясь от водной поверхности средними ногами, водомерка как бы скользит длинными прыжками по её поверхности. Задняя пара ног используется для управления движением, выполняя роль руля. При преодолении препятствий способны совершать скачки.

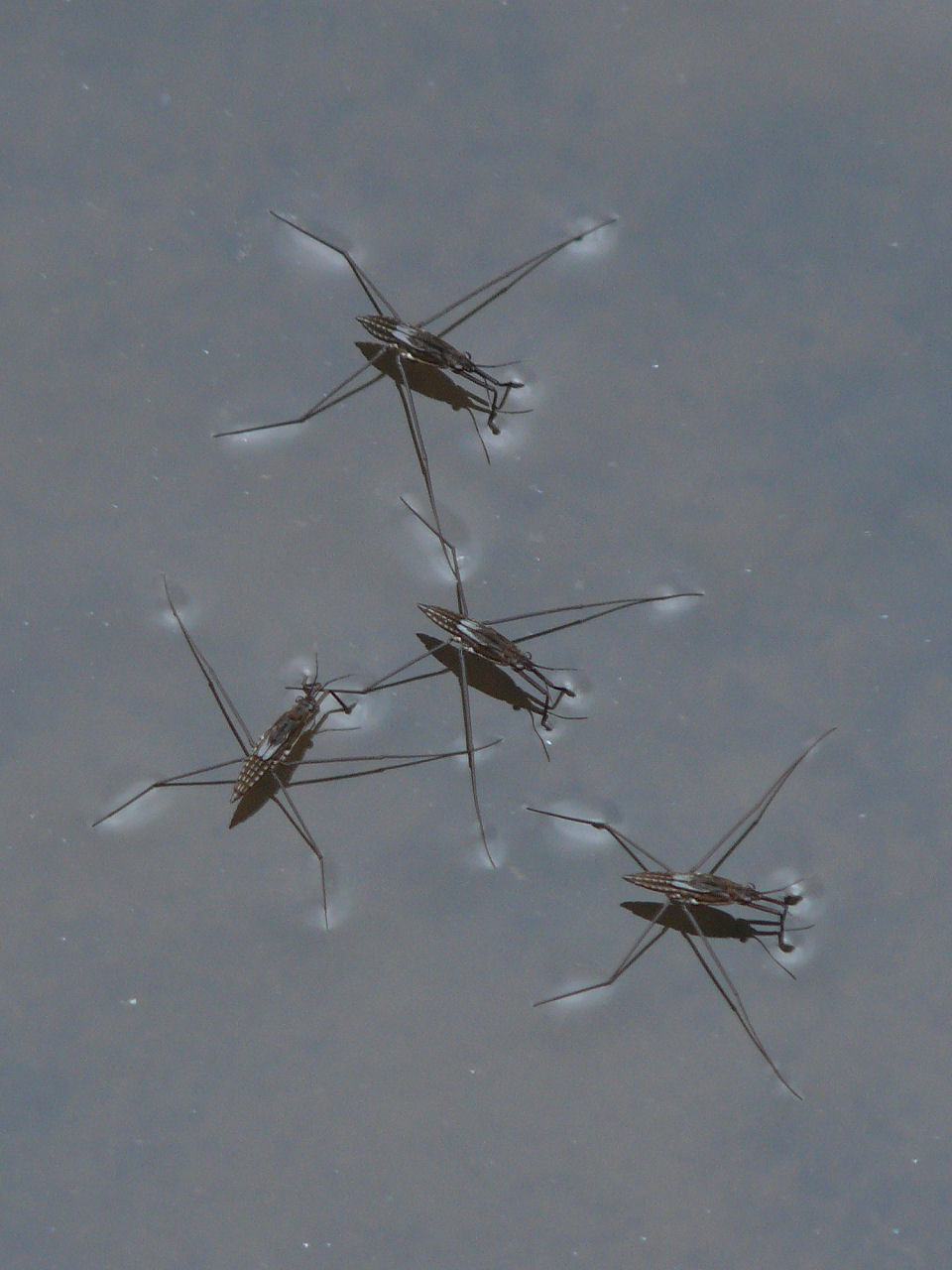
Стайка водомерок

## Образ жизни
Водомерки живут в стоячих и медленно текучих водоёмах, порой их можно встретить практически в любом водоёме, начиная с небольших луж на почве и заканчивая океаническими водами. Галобатесы (Halobates) — род морских водомёрок из семейства — единственные насекомые, заселившие открытый океан и приспособившиеся к жизни в подобных условиях. Обнаружены на морской глади тропических частей Атлантического, Индийского и Тихого океанов (некоторые виды на расстоянии до сотни километров от побережий). Отмечено, что некоторые галобатесы могут жить в тесном контакте с колониальными гидроидами велеллой и порпитой, используя их в качестве своеобразного «плота».
В Средней Азии распространен род Heterobates, представители которого приспособились к жизни в реках с очень сильным и быстрым течением. Так, они обитают в Сырдарье, Амударье, Вахше и других крупных реках. Наиболее известным видом рода является Heterobates dohrandti, который стайками движется против течения.
Спаривание обычно происходит весной или в начале лета. Самки откладывают яйца в течение всего лета, и в его второй половине появляется второе поколение насекомых. Поэтому в водоёме вместе со взрослыми всегда возможно встретить личинок разных возрастов. Самка откладывает яйца в воду на несколько сантиметров ниже её поверхности, у ряда видов — на плавающие в воде предметы. Длина яиц составляет не более 1 мм, форма у них продолговато-цилиндрическая, с закруглёнными краями. Яйца плотно приклеиваются к субстрату и между собой беловатым веществом, набухающим в воде. Яйца обычно крепятся на стебли водных растений или на водорослях и других растениях. Кладка часто имеет вид длинного желеобразного шнура, заключающего до 50 яиц. Стадия яйца длится около 7 дней. Личинки, только что вышедшие из яиц, имеют в длину примерно 1 мм, жёлтого цвета; спустя небольшой промежуток времени они чернеют. Водомерки, как и все клопы, характеризуются неполным превращением — их личинки в процессе развития более или менее похожи на имаго, стадия куколки отсутствует. Личинки водомерок также напоминают по внешнему виду взрослых насекомых (имаго). Развитие личинок протекает с 5 или 6 стадиями. Личинки отличаются от имаго меньшими размерами и более вздутым коротким телом. Всё развитие личинки занимает около 40 дней.

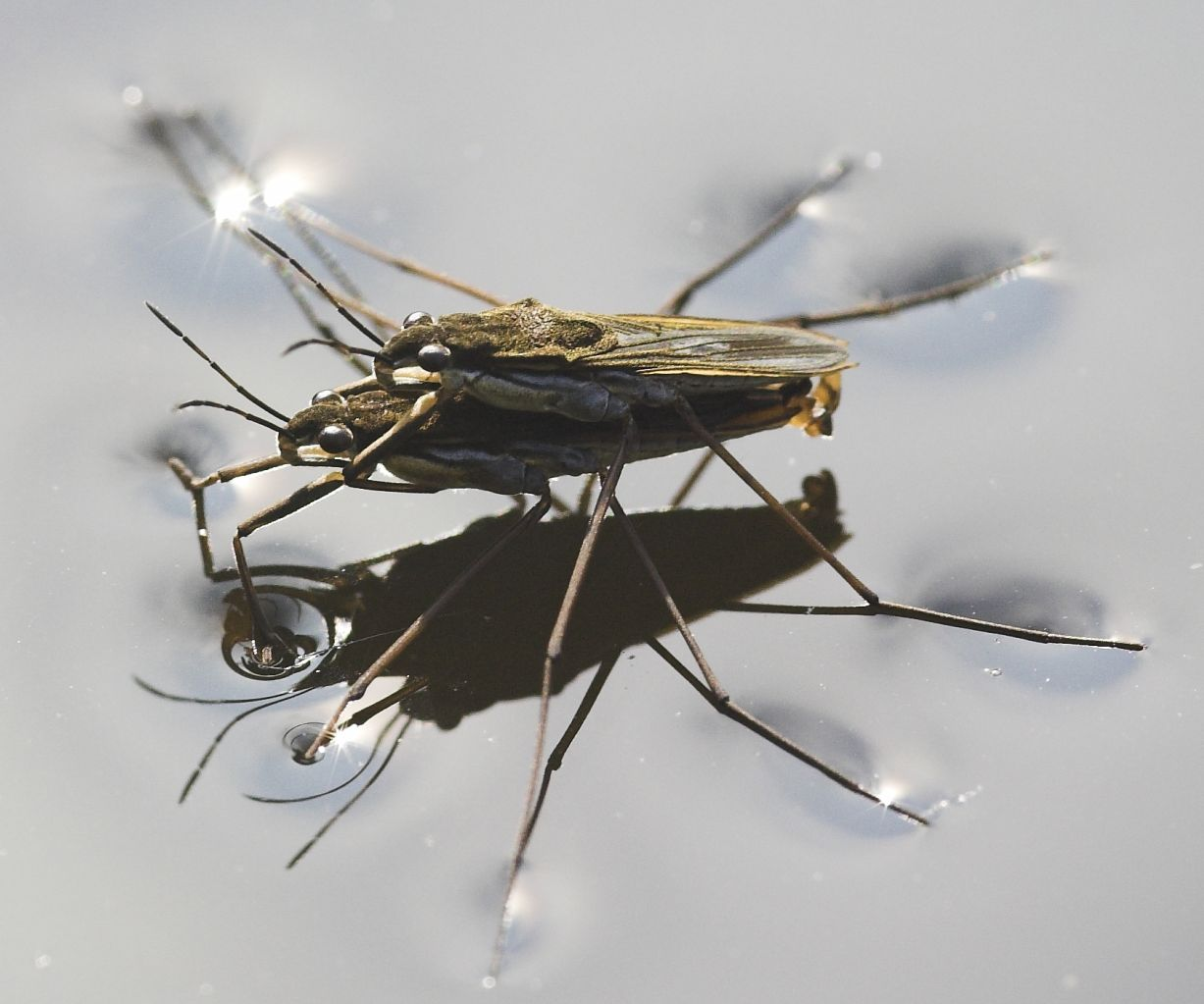
Спаривающиеся водомерки

Водомерки являются активными хищниками. Они питаются живыми мелкими беспозвоночными, главным образом насекомыми, упавшими на поверхность воды или всплывающими на её поверхность из воды. В частности, водомерки во множестве поедают ногохвосток (Podura), обитающих на поверхности воды, а также комаров в момент их вылета. Значительную часть в рационе составляют слепни и их личинки. Увидев добычу водомерка хватает её передними ногами, вонзает в неё свой острый хоботок и как типичный клоп высасывает добычу.
Крылатые виды в случае пересыхания водоёмов, в которых они обитают, способны перелетать в другие на расстояния до нескольких километров.
Во время дождя и при сильном ветре, а также осенью перед зимовкой выбираются на берег. С наступлением холодов водомерки покидают водоёмы и находят себе убежища под корой старых пней или во мху. После зимовки крылатые представители теряют способность летать, поскольку их летательные мускулы рассасываются, обеспечивая насекомым первичный запас энергии для охоты и размножения.

## Палеонтология
Древнейшие водомерки известны из раннемелового шарантийского янтаря.

## Классификация
Семейство разделяют на 8 подсемейств и 63 рода. Мировой фауне насчитывается 620 видов. В России 5 родов и 25 видов.
- Limnoporus Stål, 1868
- Aquarius Schellenberg, 1800
- Gerris Fabricius, 1794
- Rhyacobates Esaki, 1923
- Heterobates Bianchi, 1896

## Взаимоотношения с другими организмами
Водомерки давно известны как хозяева трипаносоматид. Впервые жгутиконосцы Crithidia (Blastocrithidia) gerridis были описаны из пищеварительной системы водомерок в 1908 году. Описано 6 видов данных жгутиконосцев, относящихся к трём родам — Blastocrithidia, Crithidia и Leptomonas.